# جونکی گوریو
جونکی گوریو (انگلیسی: Junki Goryo؛ زادهٔ ۱۳ دسامبر ۱۹۸۹) بازیکن فوتبال اهل ژاپن است.